# Международное общество сознания Кришны в Бразилии
Международное общество сознания Кришны (ИСККОН) начало свою деятельность в Бразилии в 1974 году и в настоящее время является одной из наиболее известных и устоявшихся религиозных организаций восточного толка в этой стране. Среди всех действующих на территории Бразилии организаций индуистского толка, ИСККОН является наиболее научно изученным религиозным объединением.

## История

### Ранние годы (1974—1977)
История ИСККОН в Бразилии началась в 1974 году, когда Бхактиведанта Свами Прабхупада (1896—1977) назначил своего американского ученика Хридаянанду Госвами руководителем организации в Латинской Америке. В том же году в страну начали прибывать первые кришнаитские проповедники. Многие из первых бразильских кришнаитов принадлежали к контркультуре и познакомились с ИСККОН в Европе или США. В 1974—1977 годах в Сан-Паулу, Рио-де-Жанейро и Салвадоре сформировались первые общины ИСККОН. Это были изолированные группы верующих, которые привозили из США и Европы духовную литературу, занимались проповедью гаудия-вайшнавизма. Экзотический вид кришнаитов поначалу вызывал у бразильцев настороженность и привёл к некоторому отчуждению последователей Кришны от остального общества. В этот период ещё не существовало храмов, в которых были бы установлены для поклонения мурти (статуи индуистских божеств).

### Рост, становление и институционализация (1977—1990)
В 1977 году начался период институционализации и бурного роста бразильского ИСККОН, продолжавшийся вплоть до конца 1980-х годов. Под руководством Хридаянанды Госвами были открыты кришнаитские храмы в столицах бразильских штатов и других крупных городах. В миссионерской деятельности основной упор был сделан на санкиртане — распространении за пожертвования духовной литературы. Кришнаитская литература распространялись огромными тиражами. Был основан бразильский филиал кришнаитского издательства «Бхактиведанта Бук Траст», который активно занимался переводом и изданием на португальском языке книг Бхактиведанты Свами Прабхупады. Была организована успешная кампания по связям с общественностью, в результате которой деятельность кришнаитов регулярно освещалась в СМИ. Бразильское общество, поначалу встретившее кришнаитов с настороженностью, постепенно начало проявлять интерес к их философии и образу жизни. В этот период храмы поддерживались за счёт продажи религиозной литературы и благовоний, а также за счёт пожертвовавний, поступавших от новообращённых кришнаитов. Полученные таким образом денежные средства шли на поддержание храмов и позволили ИСККОН основать Нова-Гокулу — крупную индуистскую сельскохозяйственную общину в окрестностях Сан-Паулу. К середине 1980-х годов в этой «хорошо спланированной и умело организованной» общине проживало около 800 верующих. К концу 1980-х годов, помимо Нова-Гокулы в Бразилии действовало 18 храмов и сельскохозяйственных общин ИСККОН.
Как отмечает бразильский историк религии Силас Геррьеру, в этот период кришнаиты и их лидеры верили в то, что дальнейший рост числа последователей ИСККОН приведёт к положительным изменениям в бразильском обществе. Кришнаиты стремились показать людям альтернативу «пустому и бессмысленному» материалистичному образу жизни. Подчёркивалась важность принятия «сознания Кришны», обращения в веру. Большой акцент делался на противопоставлении кришнаитов и остального общества. Среди кришнаитов были широко распространены представления о том, что «те, кто достигали сознания Кришны, обретали спасение; в то время как все остальные были обречены перерождаться в материально мире». Основной акцент делался на обращение в кришнаитскую веру, которое подразумевало монашескую жизнь, принятие духовного посвящения и санскритского культового имени. От новообращённого, как правило, ожидалось, что он оставит семью, учёбу, работу, друзей и вообще всю свою мирскую деятельность, которая рассматривалась как майя.

### Спад миссионерской активности и консолидация (1990-е годы)
В 1990-е годы в бразильском ИСККОН наступил период консолидации, в ходе которого кришнаиты провели работу по формированию «более стабильного и ориентированного на будущее» религиозного движения. ИСККОН обрёл свою нишу среди других конфессий, став «одной из многих религий» на бразильском религиозном ландшафте. Появились местные лидеры и гуру бразильского происхождения, личные качества и харизма которых оказали заметное влияние на развитие бразильского ИСККОН.
В 1990-е годы ИСККОН а Бразилии пережил глубокие социальные изменения. Прекратился характерный для 1970-х—1980-х годов бурный приток новых верующих, поменялись формы проповеди, наступил спад миссионерской активности. Одной из причин тому явились изменения в самом бразильском обществе. Молодые бразильцы среднего класса, в отличие от контркультурной молодёжи 1970-х — 1980-х годов, более не видели необходимости в резких переменах, разрыве социальных связей. Новое поколение предпочитало другие, менее радикальные формы выражения религиозности. В то же время, проповедь кришнаитов оказалась малопривлекательной для бедных слоёв населения, которые не рассматривали обращение в индуизм как положительную альтернативу. Стало трудно поддерживать большие ашрамы. Распространение литературы уже не приносило значительных доходов. По мнению С. Геррьеру, кришнаиты перестали быть экзотическим новшеством в бразильском обществе, в результате чего люди перестали покупать кришнаитскую литературу из простого любопытства. Поэтому издательской рынок в основном ограничился людьми, уже знакомыми с гаудия-вайшнавизмом и искавшими возможность углубить эти знания. 
Бразильские кришнаиты оставили позади свои революционные амбиции. Разрыв социальных связей и монашеская жизнь перестали считаться необходимыми условиями для достижения «сознания Кришны». Всё это привело к уменьшению числа храмов и монашествующих кришнаитов. Одновременно наблюдался значительный рост удельного числа семейных верующих. Прекратилась свойственная для раннего периода «ротация» верующих: явления, когда многие из приходивших в ИСККОН новых последователей не оставались долгое время в рядах организации. Если раньше жившие вне ашрамов верующие подвергались дискриминации, то с приходом 1990-х годов их участие в религиозной жизни начало всячески поощряться. Получили широкое распространение нама-хатты — регулярные собрания преимущественно семейных верующих в домах и квартирах.
В результате снижения числа монахов и денежных поступлений от санкиртаны, практически все бразильские храмы столкнулись с финансовыми трудностями, которые привели к закрытию некоторых из них. Например, в Рио-де-Жанейро кришнаиты оказались не в состоянии платить аренду и вынуждены были покинуть огромное здание, много лет служившее им в качестве храма. Храмовые мурти были перевезены в сельскохозяйственную общину в 100 км от города. Исключением стала община Нова-Гокула, успешно справившаяся с финансовыми трудностями и оказавшаяся в состоянии поддерживать постоянный ритм роста.
Изменения, которые пережил бразильский ИСККОН в 1990-е годы, положительно сказались на количестве последователей организации. К началу нового тысячелетия, кришнаитов в Бразилии оказалось больше, чем когда бы то ни было до того. По данным С. Геррьеру в 2001 году кришнаитские общины в Рио-де-Жанейро и Сан-Паулу насчитывали примерно по 1000 верующих, а, например, во Флорианополисе, где не было храма ИСККОН, по большим кришнаитским праздникам вместе собиралось около 70 верующих.

## Оценка роли и влияния ИСККОН в бразильском обществе
Также как в Северной Америке и Европе, в Бразилии проповедь кришнаитов ориентирована в основном на представителей среднего класса с высоким уровнем образования. В бразильском ИСККОН не предпринимаются и никогда не предпринимались особые меры для привлечения последователей из бедных слоёв населения. Исключением может являться гуманитарная миссия «Харе Кришна — пища жизни», занимающаяся распространением нуждающимся освящённой вегетарианской пищи, называемой прасада.
Несмотря на то, что ИСККОН не имеет большого числа последователей, кришнаиты являются значимым явлением в бразильском обществе. С. Геррьеру отмечает, что ИСККОН внёс ценный вклад в культурно-религиозную жизнь Бразилии. Кришнаитам удалось завоевать себе нишу в современном бразильском обществе. Они более не рассматриваются как экзотика, их концепции и видение мира стали частью бразильского религиозного ландшафта. ИСККОН пользуется поддержкой общественного мнения и уважением со стороны представителей других конфессий, политических лидеров, средств массовой информации. По мнению С. Геррьеру, миссионерская деятельность ИСККОН привела к тому, что «культурные черты ведического Востока являются теперь неотъемлемой частью бразильского общества».